# José Escudé Claramunt
José Escudé Claramunt (Peníscola, 1843 – Varese, 1909) va ser un militar valencià, capità de les tropes carlines.

## Biografia
Nascut a Peníscola en 1843, era fill d'un terratinent acomodat, qui també es dedicava al negoci del bestiar. A l'edat de 29 anys, en 1872, després d'una forta discussió familiar amb el seu pare, es va unir a una partida de catorze homes, denominada «de la manta», dirigida per Pasqual Cucala Mir.
Quan al començament de la Tercera Guerra Carlina van faltar tropes que se li enfrontaren al País Valencià, van lluitar al costat de les tropes carlines en contra dels liberals que recolzaven el rei Alfons XII en tot el País Valencià i també en Catalunya. Va aconseguir el grau de capità dins de l'exèrcit carlista. Va destacar per la seua sagacitat per evitar trobades directes amb les forces de l'exèrcit i per l'activitat guerrillera que va dur a terme, destruint línies de ferrocarril i telegràfiques, interceptant correus i cobrant contribucions en tots els pobles de les nombroses províncies per les quals va estendre les seues accions.
Amb Pasqual Cucala va arribar a les portes de la ciutat de València i va prendre part amb Palacios en la presa fallida de Llíria. Va assistir a la presa de Conca. Assetjats per les forces del brigadier Calleja en 1873, a Minglanilla (província de Conca), quan Cucala va resultar ferit de gravetat, li va salvar de la mort segura en un acte heroic que després li valdria la concessió del Marquesat de Claramunt per part d'un agraït Carles de Borbó i Àustria-Este, a qui acompanyaria en el seu exili.
Es va casar ja en la seua vellesa amb la jove cortesana Elvira Pérez Espinosa, filla d'un mariscal de l'exèrcit carlí, també en l'exili. Va morir a Varese (França) en 1909, el mateix any que el pretendent carlí Carles VII d'Espanya.